# Copa Venezuela 2008
La Copa Venezuela de Fútbol es una competición organizada por la Federación Venezolana de Fútbol (FVF) la cual a partir del año 2007 volvió a celebrarse después de varias temporadas sin realizarse.
Equipos de la Primera, Segunda y Segunda División B forman parte de este torneo. El ganador obtendrá un cupo para representar a Venezuela en la Copa Sudamericana 2009.

## Equipos participantes

### Primera División
| - Atlético El Vigía - Aragua FC - Carabobo FC - Caracas FC - Deportivo Anzoátegui - Deportivo Italia - Deportivo Táchira FC - Estrella Roja - Estudiantes de Mérida |  | - Guaros FC - Llaneros de Guanare - Mineros de Guayana - Minervén Bolívar - Monagas SC - Portuguesa FC - UA Maracaibo - Zamora FC - Zulia FC |

### Segunda División
| - Atlético Piar - Atlético Varyná - Baralt FC - SD Centro Ítalo - Deportivo Barinas - Hermandad Gallega FC - Policía de Lara FC - Real Espor Club |  | - Atlético Trujillo - UCLA FC - UCV FC (Caracas) - Unefa CF - Unión Lara FC - Yaracuyanos FC - Trujillanos FC |

### Segunda División B
| - Marineros de Margarita FC - Minasoro FC - Atlético Orinoco - Fundación Cesarger FC - Tucanes de Amazonas - UCV Aragua - Academia San José |  | - Unión Atlético Falcón - Unión Atlético Lagunillas - Atlético Cojedes - Unión Atlético San Antonio - Atlético Córdoba - Academia Emeritense FC - Santa Bárbara FC |

## Resultados

### Primera Fase
La primera fase se jugará a partido único con treinta conjuntos involucrados en quince llaves. El sorteo tomó en consideración la proximidad geográfica, además de la categoría en que se ubican los equipos. El local será el equipo de la división más baja, a excepción del cruce entre Unión Lara FC y UCLA FC, que dejó a los primeros como anfitriones pese a ser clubes del mismo escalafón.
Estrella Roja, único elenco de primera incluido en la ronda inaugural visitará en Maracay a Academia San José. Al ser a partido único, en caso de empate se jugará una prórroga con dos tiempos de quince minutos cada uno, si persiste la igualdad, el clasificado se definirá con lanzamiento de penales.
Los quince ganadores se unirán a diecisiete clubes de primera división en la segunda fase.
| Primera fase 27 de agosto de 2008 | Primera fase 27 de agosto de 2008 | Primera fase 27 de agosto de 2008 |
| Equipo Local                      | Resultado                         | Equipo Visitante                  |
| --------------------------------- | --------------------------------- | --------------------------------- |
| Marineros FC                      | 0 - 0 (pen: 3-4)                  | SD Centro Ítalo                   |
| Minasoro FC                       | 1 - 0                             | Atlético Piar                     |
| Atlético Orinoco                  | 1 - 1 (t.e: 1-3)                  | Unefa CF                          |
| Fundación Cesarger FC             | 0 - 0 (t.e: 0-1)                  | Real Espor Club                   |
| Tucanes de Amazonas               | 0 - 2                             | Hermandad Gallega FC              |
| UCV Aragua                        | 0 - 0 (pen: 3-1)                  | UCV FC (Caracas)                  |
| Academia San José                 | 1 - 2                             | Estrella Roja                     |
| Atlético Falcón                   | 0 - 1                             | Yaracuyanos FC                    |
| Unión Atlético Lagunillas         | 0 - 1                             | Baralt FC                         |
| Atlético Cojedes                  | 1 - 2                             | Policía de Lara FC                |
| Unión Lara FC                     | 1 - 2                             | UCLA FC                           |
| UA San Antonio                    | 3 - 3 (t.e: 4-3)                  | Deportivo Barinas                 |
| Atlético Córdoba                  | 1 - 2                             | Atlético Varyná                   |
| Academia Emeritense               | 0 - 2                             | Trujillanos FC                    |
| Santa Bárbara FC                  | 1 - 2                             | Atlético Trujillo                 |

### Segunda Fase
Aquellos partidos entre equipos de la primera división se jugarán en modalidad ida y vuelta los días 04 y 7 de septiembre, mientras que los demás enfrentamientos serán a partido único el 06 o 7 de septiembre.

#### Segunda Fase A
| Segunda Fase A 6 o 7 de septiembre | Segunda Fase A 6 o 7 de septiembre | Segunda Fase A 6 o 7 de septiembre |
| Equipo Local                       | Resultado                          | Equipo Visitante                   |
| ---------------------------------- | ---------------------------------- | ---------------------------------- |
| SD Centro Ítalo                    | 0 - 1                              | Deportivo Anzoátegui               |
| Minasoro FC                        | 1 - 0                              | Mineros de Guayana                 |
| Unefa CF                           | 4 - 2                              | Minervén Bolívar                   |
| Real Espor Club                    | 1 - 0                              | Monagas SC                         |
| Hermandad Gallega FC               | 0 - 5                              | Caracas FC                         |
| UCV Aragua                         | 0 - 1                              | Deportivo Italia                   |
| Yaracuyanos FC                     | 1 - 4                              | Aragua FC                          |
| Baralt FC                          | 2 - 1                              | Zulia FC                           |
| Policía de Lara FC                 | 2 - 0                              | UA Maracaibo                       |
| UCLA FC                            | 0 - 2                              | Llaneros de Guanare                |
| UA San Antonio                     | 1 - 0                              | Deportivo Táchira FC               |
| Atlético Varyná                    | 2 - 1                              | Zamora FC                          |
| Trujillanos                        | 1 - 2                              | Estudiantes de Mérida              |
| Atlético Trujillo                  | 0 - 3                              | Atlético El Vigía                  |

#### Segunda Fase B
| Segunda Fase B 4 (ida) y 7 de septiembre (vuelta) | Segunda Fase B 4 (ida) y 7 de septiembre (vuelta) | Segunda Fase B 4 (ida) y 7 de septiembre (vuelta) | Segunda Fase B 4 (ida) y 7 de septiembre (vuelta) | Segunda Fase B 4 (ida) y 7 de septiembre (vuelta) |
| Equipo 1                                          | Ida                                               | Vuelta                                            | Global                                            | Equipo 2                                          |
| ------------------------------------------------- | ------------------------------------------------- | ------------------------------------------------- | ------------------------------------------------- | ------------------------------------------------- |
| Estrella Roja                                     | 1 - 4                                             | 0 - 1                                             | 1 - 5                                             | Carabobo FC                                       |
| Guaros FC                                         | 0 - 0                                             | 1 - 2                                             | 1 - 2                                             | Portuguesa FC                                     |

### Octavos de final
El ganador en cada uno de los encuentros de segunda fase pasará a la siguiente fecha que se disputará en partidos de ida y vuelta los días 17 y 24 de septiembre en octavos de final
| Octavos de final 17 o 24 (ida) y 24, 25 de septiembre o 1 de octubre (vuelta) | Octavos de final 17 o 24 (ida) y 24, 25 de septiembre o 1 de octubre (vuelta) | Octavos de final 17 o 24 (ida) y 24, 25 de septiembre o 1 de octubre (vuelta) | Octavos de final 17 o 24 (ida) y 24, 25 de septiembre o 1 de octubre (vuelta) | Octavos de final 17 o 24 (ida) y 24, 25 de septiembre o 1 de octubre (vuelta) |
| Equipo 1                                                                      | Ida                                                                           | Vuelta                                                                        | Global                                                                        | Equipo 2                                                                      |
| ----------------------------------------------------------------------------- | ----------------------------------------------------------------------------- | ----------------------------------------------------------------------------- | ----------------------------------------------------------------------------- | ----------------------------------------------------------------------------- |
| Deportivo Anzoátegui                                                          | 2 - 1                                                                         | 1 - 1                                                                         | 3 - 2                                                                         | Caracas                                                                       |
| Minasoro FC                                                                   | 1 - 0                                                                         | 0 - 2                                                                         | 1 - 2                                                                         | Deportivo Italia                                                              |
| Unefa CF                                                                      | 0 - 1                                                                         | 1 - 1                                                                         | 1 - 2                                                                         | Carabobo FC                                                                   |
| Baralt FC                                                                     | 1 - 1                                                                         | 1 - 1                                                                         | 2 - 2 (pen: 7-8)                                                              | Atlético Varyná                                                               |
| Policía de Lara FC                                                            | 0 - 1                                                                         | 1 - 3                                                                         | 1 - 4                                                                         | Estudiantes de Mérida                                                         |
| Atlético El Vigía                                                             | 0 - 0                                                                         | 2 - 2                                                                         | 2 - 2                                                                         | Llaneros de Guanare                                                           |
| Portuguesa FC                                                                 | 0 - 0                                                                         | 1 - 2                                                                         | 1 - 2                                                                         | UA San Antonio                                                                |
| Aragua FC                                                                     | 1 - 1                                                                         | 1 - 1                                                                         | 2 - 2 (pen: 6-7)                                                              | Real Espor Club                                                               |

### Cuartos de final
Los cuartos de final serán llevados a cabo los días miércoles 8 y 14 de octubre.
| Cuartos de final 8 o 9 de octubre (ida) y 14 de octubre (vuelta) | Cuartos de final 8 o 9 de octubre (ida) y 14 de octubre (vuelta) | Cuartos de final 8 o 9 de octubre (ida) y 14 de octubre (vuelta) | Cuartos de final 8 o 9 de octubre (ida) y 14 de octubre (vuelta) | Cuartos de final 8 o 9 de octubre (ida) y 14 de octubre (vuelta) |
| Equipo 1                                                         | Ida                                                              | Vuelta                                                           | Global                                                           | Equipo 2                                                         |
| ---------------------------------------------------------------- | ---------------------------------------------------------------- | ---------------------------------------------------------------- | ---------------------------------------------------------------- | ---------------------------------------------------------------- |
| Atlético Varyná                                                  | 1 - 2                                                            | 1 - 1                                                            | 2 - 3                                                            | Deportivo Anzoátegui                                             |
| Carabobo FC                                                      | 3 - 1                                                            | 0 - 3                                                            | 3 - 4                                                            | Atlético El Vigía FC                                             |
| Deportivo Italia                                                 | 1 - 0                                                            | 0 - 2                                                            | 1 - 2                                                            | Estudiantes de Mérida                                            |
| Real Espor Club                                                  | 2 - 2                                                            | 0 - 1                                                            | 2 - 3                                                            | UA San Antonio                                                   |

### Semifinal
Las semifinales serán jugadas los miércoles 22 de octubre y 26 de noviembre. 
| Semifinal 22 de octubre (ida) y 29 de octubre (vuelta) | Semifinal 22 de octubre (ida) y 29 de octubre (vuelta) | Semifinal 22 de octubre (ida) y 29 de octubre (vuelta) | Semifinal 22 de octubre (ida) y 29 de octubre (vuelta) | Semifinal 22 de octubre (ida) y 29 de octubre (vuelta) |
| Equipo 1                                               | Ida                                                    | Vuelta                                                 | Global                                                 | Equipo 2                                               |
| ------------------------------------------------------ | ------------------------------------------------------ | ------------------------------------------------------ | ------------------------------------------------------ | ------------------------------------------------------ |
| Estudiantes de Mérida                                  | 3 - 0                                                  | 2 - 1                                                  | 5 - 1                                                  | UA San Antonio                                         |
| Atlético El Vigía FC                                   | 1 - 3                                                  | 0 - 3                                                  | 1 - 6                                                  | Deportivo Anzoátegui                                   |

### Final
| 3 de diciembre de 2008 | Deportivo Anzoátegui    | 2 – 1 | Estudiantes de Mérida | Estadio José Antonio Anzoátegui, Puerto La Cruz,        |                                                         |
|                        | Rondón 13' · Massia 26' |       | Jansse Pérez 74'      | Asistencia: 13.775 espectadores Árbitro(s): José Argote | Asistencia: 13.775 espectadores Árbitro(s): José Argote |

| 11 de diciembre de 2008 | Estudiantes de Mérida | 0 – 1 | Deportivo Anzoátegui | Estadio Metropolitano de Mérida, Mérida,              |                                                       |
|                         |                       |       | Panigutti 57'        | Asistencia: 25.000 espectadores Árbitro(s): Juan Soto | Asistencia: 25.000 espectadores Árbitro(s): Juan Soto |

| Anzoátegui                                                      | Estudiantes                                                                                 |
| --------------------------------------------------------------- | ------------------------------------------------------------------------------------------- |
| 12 Ángel Hernández                                              | 1 Rafael Dudamel                                                                            |
| 21 Rubén Yori                                                   | - Jesús Álvarez                                                                             |
| 4 Pedro Boada                                                   | - William Díaz                                                                              |
| 20 Grenddy Perozo                                               | - Manuel Rodríguez                                                                          |
| 6 José Yegües                                                   | 29 Elvis Martínez                                                                           |
| 5 Ricardo Duno                                                  | - Anyelo Rodríguez                                                                          |
| 19 Luis Lobo                                                    | 14 Leopoldo Jiménez                                                                         |
| 10 Nicolás Massia                                               | - Ronald Ramírez                                                                            |
| 27 Carlos Fernández                                             | 10 Gabriel Urdaneta                                                                         |
| 9 Alexander Rondón                                              | - Anyelo Peña                                                                               |
| 23 Emerson Panigutti                                            | 9 Ruberth Morán                                                                             |
| DT Marcos Mathias                                               | DT Jesús "Chuy" Vera                                                                        |
| Cambios 8 J.Moreno (L.Lobo, 77') 26 Di Giorgi (Carlos.F, 63')   | Cambios A.Ortiz (J.Álvarez, 46') Jansse Pérez (Ronald.R, 46') Gustavo Durán (Anyelo.P, 70') |
| Amonestados Luis Lobo (48') Grendy Perozo (53') Di Giorgi (84') | Amonestados Rubert Morán (59') Leopoldo Jiménez (84')                                       |

Deportivo Anzoategui

Campeón

### Cuadro de desarrollo
|  | small>                                     | small>                                     | small>                                     |                       |                               | Octavos de Final                         | Octavos de Final                         | Octavos de Final                         |  |                                 | Cuartos de Final                      | Cuartos de Final                      | Cuartos de Final                      |  |                               | Semifinales                     | Semifinales                     | Semifinales                     |  |                               | Final                            | Final                            | Final                            |  |
|  | entre el 4 de septiembre y 7 de septiembre | entre el 4 de septiembre y 7 de septiembre | entre el 4 de septiembre y 7 de septiembre |                       |                               | entre el 17 de septiembre y 1 de octubre | entre el 17 de septiembre y 1 de octubre | entre el 17 de septiembre y 1 de octubre |  |                                 | entre el 8 de octubre y 14 de octubre | entre el 8 de octubre y 14 de octubre | entre el 8 de octubre y 14 de octubre |  |                               | 22 de octubre y 26 de noviembre | 22 de octubre y 26 de noviembre | 22 de octubre y 26 de noviembre |  |                               | 3 de diciembre y 11 de diciembre | 3 de diciembre y 11 de diciembre | 3 de diciembre y 11 de diciembre |  |
|  |                                            |                                            |                                            |                       |                               |                                          |                                          |                                          |  |                                 |                                       |                                       |                                       |  |                               |                                 |                                 |                                 |  |                               |                                  |                                  |                                  |  |
|  |                                            |                                            |                                            |                       |                               |                                          |                                          |                                          |  |                                 |                                       |                                       |                                       |  |                               |                                 |                                 |                                 |  |                               |                                  |                                  |                                  |  |
|  | Bandera de la Ciudad de Caracas            | SD Centro Ítalo                            | 0                                          |                       |                               |                                          |                                          |                                          |  |                                 |                                       |                                       |                                       |  |                               |                                 |                                 |                                 |  |                               |                                  |                                  |                                  |  |
|  | Bandera de la Ciudad de Caracas            | SD Centro Ítalo                            | 0                                          |                       |                               |                                          |                                          |                                          |  |                                 |                                       |                                       |                                       |  |                               |                                 |                                 |                                 |  |                               |                                  |                                  |                                  |  |
|  | Bandera del estado Anzoátegui              | D. Anzoátegui                              | 1                                          |                       |                               |                                          |                                          |                                          |  |                                 |                                       |                                       |                                       |  |                               |                                 |                                 |                                 |  |                               |                                  |                                  |                                  |  |
|  | Bandera del estado Anzoátegui              | D. Anzoátegui                              | 1                                          |                       | Bandera del estado Anzoátegui | D. Anzoátegui                            | 3                                        |                                          |  |                                 |                                       |                                       |                                       |  |                               |                                 |                                 |                                 |  |                               |                                  |                                  |                                  |  |
|  |                                            |                                            |                                            |                       | Bandera del estado Anzoátegui | D. Anzoátegui                            | 3                                        |                                          |  |                                 |                                       |                                       |                                       |  |                               |                                 |                                 |                                 |  |                               |                                  |                                  |                                  |  |
|  |                                            |                                            | Bandera de la Ciudad de Caracas            | Caracas FC            | 2                             |                                          |                                          |                                          |  |                                 |                                       |                                       |                                       |  |                               |                                 |                                 |                                 |  |                               |                                  |                                  |                                  |  |
|  | Bandera del estado Carabobo                | Hermandad Gallega FC                       | Bandera de la Ciudad de Caracas            | Caracas FC            | 2                             | 0                                        |                                          |                                          |  |                                 |                                       |                                       |                                       |  |                               |                                 |                                 |                                 |  |                               |                                  |                                  |                                  |  |
|  | Bandera del estado Carabobo                | Hermandad Gallega FC                       |                                            |                       |                               |                                          |                                          |                                          |  |                                 |                                       |                                       |                                       |  |                               |                                 |                                 |                                 |  |                               |                                  |                                  |                                  |  |
|  | Bandera de la Ciudad de Caracas            | Caracas FC                                 | 5                                          |                       |                               |                                          |                                          |                                          |  |                                 |                                       |                                       |                                       |  |                               |                                 |                                 |                                 |  |                               |                                  |                                  |                                  |  |
|  | Bandera de la Ciudad de Caracas            | Caracas FC                                 | 5                                          |                       |                               |                                          |                                          |                                          |  | Bandera del estado Anzoátegui   | D. Anzoátegui                         | 3                                     |                                       |  |                               |                                 |                                 |                                 |  |                               |                                  |                                  |                                  |  |
|  |                                            |                                            |                                            |                       |                               |                                          |                                          |                                          |  | Bandera del estado Anzoátegui   | D. Anzoátegui                         | 3                                     |                                       |  |                               |                                 |                                 |                                 |  |                               |                                  |                                  |                                  |  |
|  |                                            |                                            | Bandera del estado Barinas                 | Atlético Varyná       | 2                             |                                          |                                          |                                          |  |                                 |                                       |                                       |                                       |  |                               |                                 |                                 |                                 |  |                               |                                  |                                  |                                  |  |
|  | Bandera del estado Barinas                 | Zamora FC                                  | Bandera del estado Barinas                 | Atlético Varyná       | 2                             | 1                                        |                                          |                                          |  |                                 |                                       |                                       |                                       |  |                               |                                 |                                 |                                 |  |                               |                                  |                                  |                                  |  |
|  | Bandera del estado Barinas                 | Zamora FC                                  |                                            |                       |                               |                                          |                                          |                                          |  |                                 |                                       |                                       |                                       |  |                               |                                 |                                 |                                 |  |                               |                                  |                                  |                                  |  |
|  | Bandera del estado Barinas                 | Atlético Varyná                            | 2                                          |                       |                               |                                          |                                          |                                          |  |                                 |                                       |                                       |                                       |  |                               |                                 |                                 |                                 |  |                               |                                  |                                  |                                  |  |
|  | Bandera del estado Barinas                 | Atlético Varyná                            | 2                                          |                       | Bandera del estado Barinas    | Atlético Varyná (p)                      | 2 (8)                                    |                                          |  |                                 |                                       |                                       |                                       |  |                               |                                 |                                 |                                 |  |                               |                                  |                                  |                                  |  |
|  |                                            |                                            |                                            |                       | Bandera del estado Barinas    | Atlético Varyná (p)                      | 2 (8)                                    |                                          |  |                                 |                                       |                                       |                                       |  |                               |                                 |                                 |                                 |  |                               |                                  |                                  |                                  |  |
|  |                                            |                                            | Bandera del estado Zulia                   | Baralt FC             | 2 (7)                         |                                          |                                          |                                          |  |                                 |                                       |                                       |                                       |  |                               |                                 |                                 |                                 |  |                               |                                  |                                  |                                  |  |
|  | Bandera del estado Zulia                   | Baralt FC                                  | Bandera del estado Zulia                   | Baralt FC             | 2 (7)                         | 2                                        |                                          |                                          |  |                                 |                                       |                                       |                                       |  |                               |                                 |                                 |                                 |  |                               |                                  |                                  |                                  |  |
|  | Bandera del estado Zulia                   | Baralt FC                                  |                                            |                       |                               |                                          |                                          |                                          |  |                                 |                                       |                                       |                                       |  |                               |                                 |                                 |                                 |  |                               |                                  |                                  |                                  |  |
|  | Bandera del estado Zulia                   | Zulia FC                                   | 1                                          |                       |                               |                                          |                                          |                                          |  |                                 |                                       |                                       |                                       |  |                               |                                 |                                 |                                 |  |                               |                                  |                                  |                                  |  |
|  | Bandera del estado Zulia                   | Zulia FC                                   | 1                                          |                       |                               |                                          |                                          |                                          |  |                                 |                                       |                                       |                                       |  | Bandera del estado Anzoátegui | D. Anzoátegui                   | 6                               |                                 |  |                               |                                  |                                  |                                  |  |
|  |                                            |                                            |                                            |                       |                               |                                          |                                          |                                          |  |                                 |                                       |                                       |                                       |  | Bandera del estado Anzoátegui | D. Anzoátegui                   | 6                               |                                 |  |                               |                                  |                                  |                                  |  |
|  |                                            |                                            | Bandera del estado Mérida                  | Atlético El Vigía FC  | 1                             |                                          |                                          |                                          |  |                                 |                                       |                                       |                                       |  |                               |                                 |                                 |                                 |  |                               |                                  |                                  |                                  |  |
|  | Bandera del estado Carabobo                | Carabobo FC                                | Bandera del estado Mérida                  | Atlético El Vigía FC  | 1                             | 5                                        |                                          |                                          |  |                                 |                                       |                                       |                                       |  |                               |                                 |                                 |                                 |  |                               |                                  |                                  |                                  |  |
|  | Bandera del estado Carabobo                | Carabobo FC                                |                                            |                       |                               |                                          |                                          |                                          |  |                                 |                                       |                                       |                                       |  |                               |                                 |                                 |                                 |  |                               |                                  |                                  |                                  |  |
|  | Bandera de la Ciudad de Caracas            | Estrella Roja                              | 1                                          |                       |                               |                                          |                                          |                                          |  |                                 |                                       |                                       |                                       |  |                               |                                 |                                 |                                 |  |                               |                                  |                                  |                                  |  |
|  | Bandera de la Ciudad de Caracas            | Estrella Roja                              | 1                                          |                       | Bandera del estado Carabobo   | Carabobo FC                              | 2                                        |                                          |  |                                 |                                       |                                       |                                       |  |                               |                                 |                                 |                                 |  |                               |                                  |                                  |                                  |  |
|  |                                            |                                            |                                            |                       | Bandera del estado Carabobo   | Carabobo FC                              | 2                                        |                                          |  |                                 |                                       |                                       |                                       |  |                               |                                 |                                 |                                 |  |                               |                                  |                                  |                                  |  |
|  |                                            |                                            | Bandera de la Ciudad de Caracas            | Unefa CF              | 1                             |                                          |                                          |                                          |  |                                 |                                       |                                       |                                       |  |                               |                                 |                                 |                                 |  |                               |                                  |                                  |                                  |  |
|  | Bandera de la Ciudad de Caracas            | Unefa CF                                   | Bandera de la Ciudad de Caracas            | Unefa CF              | 1                             | 4                                        |                                          |                                          |  |                                 |                                       |                                       |                                       |  |                               |                                 |                                 |                                 |  |                               |                                  |                                  |                                  |  |
|  | Bandera de la Ciudad de Caracas            | Unefa CF                                   |                                            |                       |                               |                                          |                                          |                                          |  |                                 |                                       |                                       |                                       |  |                               |                                 |                                 |                                 |  |                               |                                  |                                  |                                  |  |
|  | Bandera del estado Bolívar                 | Minervén Bolívar                           | 2                                          |                       |                               |                                          |                                          |                                          |  |                                 |                                       |                                       |                                       |  |                               |                                 |                                 |                                 |  |                               |                                  |                                  |                                  |  |
|  | Bandera del estado Bolívar                 | Minervén Bolívar                           | 2                                          |                       |                               |                                          |                                          |                                          |  | Bandera del estado Carabobo     | Carabobo FC                           | 3                                     |                                       |  |                               |                                 |                                 |                                 |  |                               |                                  |                                  |                                  |  |
|  |                                            |                                            |                                            |                       |                               |                                          |                                          |                                          |  | Bandera del estado Carabobo     | Carabobo FC                           | 3                                     |                                       |  |                               |                                 |                                 |                                 |  |                               |                                  |                                  |                                  |  |
|  |                                            |                                            | Bandera del estado Mérida                  | Atlético El Vigía FC  | 4                             |                                          |                                          |                                          |  |                                 |                                       |                                       |                                       |  |                               |                                 |                                 |                                 |  |                               |                                  |                                  |                                  |  |
|  | Bandera del estado Mérida                  | Atlético El Vigía                          | Bandera del estado Mérida                  | Atlético El Vigía FC  | 4                             | 3                                        |                                          |                                          |  |                                 |                                       |                                       |                                       |  |                               |                                 |                                 |                                 |  |                               |                                  |                                  |                                  |  |
|  | Bandera del estado Mérida                  | Atlético El Vigía                          |                                            |                       |                               |                                          |                                          |                                          |  |                                 |                                       |                                       |                                       |  |                               |                                 |                                 |                                 |  |                               |                                  |                                  |                                  |  |
|  | Bandera del estado Trujillo                | Atlético Trujillo                          | 0                                          |                       |                               |                                          |                                          |                                          |  |                                 |                                       |                                       |                                       |  |                               |                                 |                                 |                                 |  |                               |                                  |                                  |                                  |  |
|  | Bandera del estado Trujillo                | Atlético Trujillo                          | 0                                          |                       | Bandera del estado Mérida     | Atlético El Vigía                        | 2                                        |                                          |  |                                 |                                       |                                       |                                       |  |                               |                                 |                                 |                                 |  |                               |                                  |                                  |                                  |  |
|  |                                            |                                            |                                            |                       | Bandera del estado Mérida     | Atlético El Vigía                        | 2                                        |                                          |  |                                 |                                       |                                       |                                       |  |                               |                                 |                                 |                                 |  |                               |                                  |                                  |                                  |  |
|  |                                            |                                            | Bandera del estado Portuguesa              | Llaneros de Guanare   | 2                             |                                          |                                          |                                          |  |                                 |                                       |                                       |                                       |  |                               |                                 |                                 |                                 |  |                               |                                  |                                  |                                  |  |
|  | Bandera del estado Lara                    | UCLA FC                                    | Bandera del estado Portuguesa              | Llaneros de Guanare   | 2                             | 0                                        |                                          |                                          |  |                                 |                                       |                                       |                                       |  |                               |                                 |                                 |                                 |  |                               |                                  |                                  |                                  |  |
|  | Bandera del estado Lara                    | UCLA FC                                    |                                            |                       |                               |                                          |                                          |                                          |  |                                 |                                       |                                       |                                       |  |                               |                                 |                                 |                                 |  |                               |                                  |                                  |                                  |  |
|  | Bandera del estado Portuguesa              | Llaneros de Guanare                        | 2                                          |                       |                               |                                          |                                          |                                          |  |                                 |                                       |                                       |                                       |  |                               |                                 |                                 |                                 |  |                               |                                  |                                  |                                  |  |
|  | Bandera del estado Portuguesa              | Llaneros de Guanare                        | 2                                          |                       |                               |                                          |                                          |                                          |  |                                 |                                       |                                       |                                       |  |                               |                                 |                                 |                                 |  | Bandera del estado Anzoátegui | Deportivo Anzoátegui             | 3                                |                                  |  |
|  |                                            |                                            |                                            |                       |                               |                                          |                                          |                                          |  |                                 |                                       |                                       |                                       |  |                               |                                 |                                 |                                 |  | Bandera del estado Anzoátegui | Deportivo Anzoátegui             | 3                                |                                  |  |
|  |                                            |                                            | Bandera del estado Mérida                  | Estudiantes de Mérida | 1                             |                                          |                                          |                                          |  |                                 |                                       |                                       |                                       |  |                               |                                 |                                 |                                 |  |                               |                                  |                                  |                                  |  |
|  | Bandera del estado Bolívar                 | Minasoro FC                                | Bandera del estado Mérida                  | Estudiantes de Mérida | 1                             | 1                                        |                                          |                                          |  |                                 |                                       |                                       |                                       |  |                               |                                 |                                 |                                 |  |                               |                                  |                                  |                                  |  |
|  | Bandera del estado Bolívar                 | Minasoro FC                                |                                            |                       |                               |                                          |                                          |                                          |  |                                 |                                       |                                       |                                       |  |                               |                                 |                                 |                                 |  |                               |                                  |                                  |                                  |  |
|  | Bandera del estado Bolívar                 | Mineros de Guayana                         | 0                                          |                       |                               |                                          |                                          |                                          |  |                                 |                                       |                                       |                                       |  |                               |                                 |                                 |                                 |  |                               |                                  |                                  |                                  |  |
|  | Bandera del estado Bolívar                 | Mineros de Guayana                         | 0                                          |                       | Bandera del estado Bolívar    | Minasoro FC                              | 1                                        |                                          |  |                                 |                                       |                                       |                                       |  |                               |                                 |                                 |                                 |  |                               |                                  |                                  |                                  |  |
|  |                                            |                                            |                                            |                       | Bandera del estado Bolívar    | Minasoro FC                              | 1                                        |                                          |  |                                 |                                       |                                       |                                       |  |                               |                                 |                                 |                                 |  |                               |                                  |                                  |                                  |  |
|  |                                            |                                            | Bandera de la Ciudad de Caracas            | Deportivo Italia      | 2                             |                                          |                                          |                                          |  |                                 |                                       |                                       |                                       |  |                               |                                 |                                 |                                 |  |                               |                                  |                                  |                                  |  |
|  | Bandera de la Ciudad de Caracas            | Deportivo Italia                           | Bandera de la Ciudad de Caracas            | Deportivo Italia      | 2                             | 1                                        |                                          |                                          |  |                                 |                                       |                                       |                                       |  |                               |                                 |                                 |                                 |  |                               |                                  |                                  |                                  |  |
|  | Bandera de la Ciudad de Caracas            | Deportivo Italia                           |                                            |                       |                               |                                          |                                          |                                          |  |                                 |                                       |                                       |                                       |  |                               |                                 |                                 |                                 |  |                               |                                  |                                  |                                  |  |
|  | Bandera del estado Aragua                  | UCV Aragua                                 | 0                                          |                       |                               |                                          |                                          |                                          |  |                                 |                                       |                                       |                                       |  |                               |                                 |                                 |                                 |  |                               |                                  |                                  |                                  |  |
|  | Bandera del estado Aragua                  | UCV Aragua                                 | 0                                          |                       |                               |                                          |                                          |                                          |  | Bandera de la Ciudad de Caracas | Deportivo Italia                      | 1                                     |                                       |  |                               |                                 |                                 |                                 |  |                               |                                  |                                  |                                  |  |
|  |                                            |                                            |                                            |                       |                               |                                          |                                          |                                          |  | Bandera de la Ciudad de Caracas | Deportivo Italia                      | 1                                     |                                       |  |                               |                                 |                                 |                                 |  |                               |                                  |                                  |                                  |  |
|  |                                            |                                            | Bandera del estado Mérida                  | Estudiantes de Mérida | 2                             |                                          |                                          |                                          |  |                                 |                                       |                                       |                                       |  |                               |                                 |                                 |                                 |  |                               |                                  |                                  |                                  |  |
|  | Bandera del estado Lara                    | Policía de Lara FC                         | Bandera del estado Mérida                  | Estudiantes de Mérida | 2                             | 2                                        |                                          |                                          |  |                                 |                                       |                                       |                                       |  |                               |                                 |                                 |                                 |  |                               |                                  |                                  |                                  |  |
|  | Bandera del estado Lara                    | Policía de Lara FC                         |                                            |                       |                               |                                          |                                          |                                          |  |                                 |                                       |                                       |                                       |  |                               |                                 |                                 |                                 |  |                               |                                  |                                  |                                  |  |
|  | Bandera del estado Zulia                   | UA Maracaibo                               | 0                                          |                       |                               |                                          |                                          |                                          |  |                                 |                                       |                                       |                                       |  |                               |                                 |                                 |                                 |  |                               |                                  |                                  |                                  |  |
|  | Bandera del estado Zulia                   | UA Maracaibo                               | 0                                          |                       | Bandera del estado Lara       | Policía de Lara FC                       | 1                                        |                                          |  |                                 |                                       |                                       |                                       |  |                               |                                 |                                 |                                 |  |                               |                                  |                                  |                                  |  |
|  |                                            |                                            |                                            |                       | Bandera del estado Lara       | Policía de Lara FC                       | 1                                        |                                          |  |                                 |                                       |                                       |                                       |  |                               |                                 |                                 |                                 |  |                               |                                  |                                  |                                  |  |
|  |                                            |                                            | Bandera del estado Mérida                  | Estudiantes de Mérida | 4                             |                                          |                                          |                                          |  |                                 |                                       |                                       |                                       |  |                               |                                 |                                 |                                 |  |                               |                                  |                                  |                                  |  |
|  | Bandera del estado Trujillo                | Trujillanos FC                             | Bandera del estado Mérida                  | Estudiantes de Mérida | 4                             | 1                                        |                                          |                                          |  |                                 |                                       |                                       |                                       |  |                               |                                 |                                 |                                 |  |                               |                                  |                                  |                                  |  |
|  | Bandera del estado Trujillo                | Trujillanos FC                             |                                            |                       |                               |                                          |                                          |                                          |  |                                 |                                       |                                       |                                       |  |                               |                                 |                                 |                                 |  |                               |                                  |                                  |                                  |  |
|  | Bandera del estado Mérida                  | Estudiantes de Mérida                      | 2                                          |                       |                               |                                          |                                          |                                          |  |                                 |                                       |                                       |                                       |  |                               |                                 |                                 |                                 |  |                               |                                  |                                  |                                  |  |
|  | Bandera del estado Mérida                  | Estudiantes de Mérida                      | 2                                          |                       |                               |                                          |                                          |                                          |  |                                 |                                       |                                       |                                       |  | Bandera del estado Mérida     | Estudiantes de Mérida           | 5                               |                                 |  |                               |                                  |                                  |                                  |  |
|  |                                            |                                            |                                            |                       |                               |                                          |                                          |                                          |  |                                 |                                       |                                       |                                       |  | Bandera del estado Mérida     | Estudiantes de Mérida           | 5                               |                                 |  |                               |                                  |                                  |                                  |  |
|  |                                            |                                            | Bandera del estado Táchira                 | UA San Antonio        | 1                             |                                          |                                          |                                          |  |                                 |                                       |                                       |                                       |  |                               |                                 |                                 |                                 |  |                               |                                  |                                  |                                  |  |
|  | Bandera del estado Táchira                 | UA San Antonio                             | Bandera del estado Táchira                 | UA San Antonio        | 1                             | 1                                        |                                          |                                          |  |                                 |                                       |                                       |                                       |  |                               |                                 |                                 |                                 |  |                               |                                  |                                  |                                  |  |
|  | Bandera del estado Táchira                 | UA San Antonio                             |                                            |                       |                               |                                          |                                          |                                          |  |                                 |                                       |                                       |                                       |  |                               |                                 |                                 |                                 |  |                               |                                  |                                  |                                  |  |
|  | Bandera del estado Táchira                 | Deportivo Táchira                          | 0                                          |                       |                               |                                          |                                          |                                          |  |                                 |                                       |                                       |                                       |  |                               |                                 |                                 |                                 |  |                               |                                  |                                  |                                  |  |
|  | Bandera del estado Táchira                 | Deportivo Táchira                          | 0                                          |                       | Bandera de Venezuela          | UA San Antonio                           | 2                                        |                                          |  |                                 |                                       |                                       |                                       |  |                               |                                 |                                 |                                 |  |                               |                                  |                                  |                                  |  |
|  |                                            |                                            |                                            |                       | Bandera de Venezuela          | UA San Antonio                           | 2                                        |                                          |  |                                 |                                       |                                       |                                       |  |                               |                                 |                                 |                                 |  |                               |                                  |                                  |                                  |  |
|  |                                            |                                            | Bandera del estado Portuguesa              | Portuguesa FC         | 1                             |                                          |                                          |                                          |  |                                 |                                       |                                       |                                       |  |                               |                                 |                                 |                                 |  |                               |                                  |                                  |                                  |  |
|  | Bandera del estado Lara                    | Guaros FC                                  | Bandera del estado Portuguesa              | Portuguesa FC         | 1                             | 1                                        |                                          |                                          |  |                                 |                                       |                                       |                                       |  |                               |                                 |                                 |                                 |  |                               |                                  |                                  |                                  |  |
|  | Bandera del estado Lara                    | Guaros FC                                  |                                            |                       |                               |                                          |                                          |                                          |  |                                 |                                       |                                       |                                       |  |                               |                                 |                                 |                                 |  |                               |                                  |                                  |                                  |  |
|  | Bandera del estado Portuguesa              | Portuguesa FC                              | 2                                          |                       |                               |                                          |                                          |                                          |  |                                 |                                       |                                       |                                       |  |                               |                                 |                                 |                                 |  |                               |                                  |                                  |                                  |  |
|  | Bandera del estado Portuguesa              | Portuguesa FC                              | 2                                          |                       |                               |                                          |                                          |                                          |  | Bandera del estado Táchira      | UA San Antonio                        | 3                                     |                                       |  |                               |                                 |                                 |                                 |  |                               |                                  |                                  |                                  |  |
|  |                                            |                                            |                                            |                       |                               |                                          |                                          |                                          |  | Bandera del estado Táchira      | UA San Antonio                        | 3                                     |                                       |  |                               |                                 |                                 |                                 |  |                               |                                  |                                  |                                  |  |
|  |                                            |                                            | Bandera de la Ciudad de Caracas            | Real Espor Club       | 2                             |                                          |                                          |                                          |  |                                 |                                       |                                       |                                       |  |                               |                                 |                                 |                                 |  |                               |                                  |                                  |                                  |  |
|  | Bandera del estado Aragua                  | Aragua FC                                  | Bandera de la Ciudad de Caracas            | Real Espor Club       | 2                             | 4                                        |                                          |                                          |  |                                 |                                       |                                       |                                       |  |                               |                                 |                                 |                                 |  |                               |                                  |                                  |                                  |  |
|  | Bandera del estado Aragua                  | Aragua FC                                  |                                            |                       |                               |                                          |                                          |                                          |  |                                 |                                       |                                       |                                       |  |                               |                                 |                                 |                                 |  |                               |                                  |                                  |                                  |  |
|  | Bandera del estado Yaracuy                 | Yaracuyanos FC                             | 1                                          |                       |                               |                                          |                                          |                                          |  |                                 |                                       |                                       |                                       |  |                               |                                 |                                 |                                 |  |                               |                                  |                                  |                                  |  |
|  | Bandera del estado Yaracuy                 | Yaracuyanos FC                             | 1                                          |                       | Bandera del estado Aragua     | Aragua FC                                | 2 (6)                                    |                                          |  |                                 |                                       |                                       |                                       |  |                               |                                 |                                 |                                 |  |                               |                                  |                                  |                                  |  |
|  |                                            |                                            |                                            |                       | Bandera del estado Aragua     | Aragua FC                                | 2 (6)                                    |                                          |  |                                 |                                       |                                       |                                       |  |                               |                                 |                                 |                                 |  |                               |                                  |                                  |                                  |  |
|  |                                            |                                            | Bandera de la Ciudad de Caracas            | Real Espor Club (p)   | 2 (7)                         |                                          |                                          |                                          |  |                                 |                                       |                                       |                                       |  |                               |                                 |                                 |                                 |  |                               |                                  |                                  |                                  |  |
|  | Bandera de la Ciudad de Caracas            | Real Espor Club                            | Bandera de la Ciudad de Caracas            | Real Espor Club (p)   | 2 (7)                         | 1                                        |                                          |                                          |  |                                 |                                       |                                       |                                       |  |                               |                                 |                                 |                                 |  |                               |                                  |                                  |                                  |  |
|  | Bandera de la Ciudad de Caracas            | Real Espor Club                            |                                            |                       |                               |                                          |                                          |                                          |  |                                 |                                       |                                       |                                       |  |                               |                                 |                                 |                                 |  |                               |                                  |                                  |                                  |  |
|  | Bandera del estado Monagas                 | Monagas SC                                 | 0                                          |                       |                               |                                          |                                          |                                          |  |                                 |                                       |                                       |                                       |  |                               |                                 |                                 |                                 |  |                               |                                  |                                  |                                  |  |
|  | Bandera del estado Monagas                 | Monagas SC                                 | 0                                          |                       |                               |                                          |                                          |                                          |  |                                 |                                       |                                       |                                       |  |                               |                                 |                                 |                                 |  |                               |                                  |                                  |                                  |  |
|  |                                            |                                            |                                            |                       |                               |                                          |                                          |                                          |  |                                 |                                       |                                       |                                       |  |                               |                                 |                                 |                                 |  |                               |                                  |                                  |                                  |  |

## Top 5 goleadores
| Jugador | Jugador              | Jugador          | Goles | Equipo                        |
| ------- | -------------------- | ---------------- | ----- | ----------------------------- |
| 1       | Bandera de Venezuela | Alexander Rondón | 5     | Deportivo Anzoátegui          |
| 1       | Bandera de Colombia  | Duvier Riascos   | 5     | Estudiantes de Mérida FC      |
| 1       | Bandera de México    | Rodrigo Prieto   | 5     | Carabobo FC                   |
| 4       | Bandera de Colombia  | Andrés Buelvas   | 4     | Atlético El Vigía Fútbol Club |
| 4       | Bandera de Uruguay   | Nicolás Massia   | 4     | Deportivo Anzoátegui          |

- Fuente: ahefv.com.[4]